# UEFA Women's Champions League 2009-2010
La UEFA Women's Champions League 2009-2010 è stata la prima edizione della UEFA Women's Champions League e la nona edizione del torneo europeo femminile di calcio per club destinato alle formazioni vincitrici dei massimi campionati nazionali d'Europa. Il torneo è stato vinto per la seconda volta dalle tedesche del Turbine Potsdam, che in finale hanno sconfitto le francesi dell'Olympique Lione dopo i tiri di rigore. Per la prima volta hanno partecipato al torneo anche le squadre seconde classificate nei campionati delle otto nazioni con il ranking UEFA più alto.

## Formato
Partecipano al torneo 2009-2010 un totale di 53 squadre provenienti da 44 diverse federazioni affiliate alla UEFA. L'2001 Duisburg ha partecipato come squadra campione in carica. Poiché l'FCR 2001 Duisburg non si era classificato nelle prime due posizioni della Frauen-Bundesliga 2008-2009, la federazione tedesca partecipa al torneo con tre squadre.
Il torneo si compone di due fasi: una prima fase a gironi e una fase finale ad eliminazione diretta. Accedono direttamente alla fase a eliminazione diretta la squadra campione in carica e le squadre campioni nazionali appartenenti alle prime 24 federazioni secondo il ranking UEFA. Alla prima fase a gironi accedono le squadre seconde classificate delle prime otto federazioni e le squadre campioni nazionali appartenenti alle restanti 20 federazioni secondo il ranking UEFA. Le squadre vincenti i sette gironi della prima fase accedono alla fase ad eliminazione diretta, il cui primo turno sono i sedicesimi di finale. La finale si gioca in gara unica allo stadio Coliseum Alfonso Pérez di Getafe, in Spagna.
| Turno                  | Andata                         | Ritorno                        |
| ---------------------- | ------------------------------ | ------------------------------ |
| Fase di qualificazione | dal 30 luglio al 4 agosto 2009 | dal 30 luglio al 4 agosto 2009 |
| Sedicesimi di finale   | 30 settembre 2009              | 7 ottobre 2009                 |
| Ottavi di finale       | 4 novembre 2009                | 11-12 novembre 2009            |
| Quarti di finale       | 10 marzo 2010                  | 17 marzo 2010                  |
| Semifinali             | 10-11 aprile 2010              | 17-18 aprile 2010              |
| Finale                 | 20 maggio 2010                 | 20 maggio 2010                 |

## Ranking
Per l'edizione 2009-2010 della UEFA Women's Champions League alle squadre sono stati assegnati i posti in base al loro coefficiente all'anno 2008, il quale tiene conto delle loro prestazioni in competizioni europee dalla stagione 2003-2004 a quella 2007-2008.
| Pos. | Federazione     | Coeff. | Sq. |
| ---- | --------------- | ------ | --- |
| 1    | Germania        | 78,000 | 2+1 |
| 2    | Svezia          | 72,500 | 2   |
| 3    | Inghilterra     | 48,000 | 2   |
| 4    | Francia         | 40,000 | 2   |
| 5    | Danimarca       | 39,000 | 2   |
| 6    | Russia          | 34,000 | 2   |
| 7    | Norvegia        | 32,000 | 2   |
| 8    | Italia          | 28,500 | 2   |
| 9    | Islanda         | 25,000 | 1   |
| 10   | Bielorussia     | 19,500 | 1   |
| 11   | Paesi Bassi     | 19,500 | 1   |
| 12   | Spagna          | 19,000 | 1   |
| 13   | Repubblica Ceca | 18,000 | 1   |
| 14   | Austria         | 16,500 | 1   |
| 15   | Belgio          | 14,000 | 1   |

| Pos. | Federazione          | Coeff. | Sq.  |
| ---- | -------------------- | ------ | ---- |
| 16   | Kazakistan           | 14,000 | 1    |
| 17   | Polonia              | 13,500 | 1    |
| 18   | Ucraina              | 13,000 | 1    |
| 19   | Svizzera             | 12,500 | 1    |
| 20   | Serbia               | 12,000 | 1    |
| 21   | Grecia               | 10,500 | 1    |
| 22   | Finlandia            | 9,500  | 1    |
| 23   | Ungheria             | 9,500  | 1    |
| 24   | Bosnia ed Erzegovina | 7,500  | 1    |
| 25   | Moldavia             | 7,500  | 1    |
| 26   | Israele              | 7,000  | 1    |
| 27   | Azerbaijan           | 7,000  | (NI) |
| 28   | Romania              | 6,500  | 1    |
| 29   | Scozia               | 6,000  | 1    |
| 30   | Portogallo           | 5,500  | 1    |

| Pos. | Federazione      | Coeff. | Sq. |
| ---- | ---------------- | ------ | --- |
| 31   | Bulgaria         | 5,500  | 1   |
| 32   | Slovenia         | 5,000  | 1   |
| 33   | Slovacchia       | 4,500  | 1   |
| 34   | Croazia          | 4,000  | 1   |
| 35   | Galles           | 4,000  | 1   |
| 36   | Lituania         | 3,000  | 1   |
| 37   | Macedonia        | 2,500  | 1   |
| 38   | Fær Øer          | 2,000  | 1   |
| 39   | Irlanda          | 1,500  | 1   |
| 40   | Irlanda del Nord | 1,500  | 1   |
| 41   | Estonia          | 0,000  | 1   |
| 42   | Cipro            | 0,000  | 1   |
| 43   | Georgia          | 0,000  | 1   |
| 44   | Malta            | 0,000  | 1   |
| (NP) | Turchia          | 0,000  | 1   |

Legenda:
- (NI) - Non partecipa
- (NP) - Nessuna posizione (l'associazione non ha partecipato alle cinque stagioni utilizzate per il calcolo dei coefficienti)

## Squadre partecipanti
La seguente lista contiene le squadre qualificate per il torneo. Con DT è indicata la detentrice del titolo, con CN la squadra campione nazionale, con 2ª la seconda classificata.
| Fase ad eliminazione diretta | Fase ad eliminazione diretta | Fase ad eliminazione diretta | Fase ad eliminazione diretta |
| ---------------------------- | ---------------------------- | ---------------------------- | ---------------------------- |
| 2001 Duisburg (DT)           | Turbine Potsdam (CN)         | Umeå IK (CN)                 | Arsenal (CN)                 |
| Olympique Lione (CN)         | Fortuna Hjørring (CN)        | Zvezda 2005 Perm' (CN)       | Røa (CN)                     |
| Bardolino Verona (CN)        | Valur (CN)                   | Universitet Vitebsk (CN)     | AZ Alkmaar (CN)              |
| Rayo Vallecano (CN)          | Sparta Praga (CN)            | Neulengbach (CN)             | Standard Liegi (CN)          |
| Alma-KTZh (CN)               | Unia Racibórz (CN)           | Žytlobud-1 Charkiv (CN)      | Zurigo (CN)                  |
| Mašinac (CN)                 | PAOK Salonicco (CN)          | Honka (CN)                   | Viktória Szombathely (CN)    |
| SFK 2000 (CN)                |                              |                              |                              |
| Fase di qualificazione       |                              |                              |                              |
| Bayern Monaco (2ª)           | Linköping (2ª)               | Everton (2ª)                 | Montpellier (2ª)             |
| Brøndby (2ª)                 | Rossijanka (2ª)              | Team Strømmen (2ª)           | Torres (2ª)                  |
| Roma Calfa (CN)              | Maccabi Holon (CN)           | Clujana (CN)                 | Glasgow City (CN)            |
| 1º Dezembro (CN)             | NSA Sofia (CN)               | Krka (CN)                    | Slovan Duslo Šaľa (CN)       |
| Cardiff City Ladies (CN)     | Osijek (CN)                  | Gintra Universitetas (CN)    | ŽFK Tikvesanka (CN)          |
| KÍ Klaksvík (CN)             | St. Francis (CN)             | Glentoran Belfast Utd (CN)   | Apollōn Lemesou (CN)         |
| Levadia Tallinn (CN)         | Norchi Dinamoeli (CN)        | Birkirkara (CN)              | Trabzonspor (CN)             |

## Fase di qualificazione
Il sorteggio per la fase di qualificazione si è tenuto il 24 giugno 2009. Le partite dei singoli gironi sono state ospitate da una delle quattro squadre, indicata in corsivo.

### Gruppo A
Gare disputate a Šiauliai e a Panevėžys (Lituania).
| Pos. | Squadra              | Pt | G | V | N | P | GF | GS | DR  |
| ---- | -------------------- | -- | - | - | - | - | -- | -- | --- |
| 1.   | Bayern Monaco        | 9  | 3 | 3 | 0 | 0 | 32 | 2  | +30 |
| 2.   | Glasgow City         | 6  | 3 | 2 | 0 | 1 | 13 | 5  | +8  |
| 3.   | Gintra Universitetas | 3  | 3 | 1 | 0 | 2 | 7  | 11 | -4  |
| 4.   | Norchi Dinamoeli     | 0  | 3 | 0 | 0 | 3 | 1  | 35 | -34 |

| 30 luglio 2009 | Bayern Monaco        | 5 - 2  | Glasgow City         |  |
| 30 luglio 2009 | Gintra Universitetas | 7 - 1  | Norchi Dinamoeli     |  |
| 1º agosto 2009 | Bayern Monaco        | 19 - 0 | Norchi Dinamoeli     |  |
| 1º agosto 2009 | Glasgow City         | 2 - 0  | Gintra Universitetas |  |
| 4 agosto 2009  | Gintra Universitetas | 0 - 8  | Bayern Monaco        |  |
| 4 agosto 2009  | Norchi Dinamoeli     | 0 - 9  | Glasgow City         |  |

### Gruppo B
Gare disputate a Strumica e a Turnovo (Macedonia).
| Pos. | Squadra        | Pt | G | V | N | P | GF | GS | DR  |
| ---- | -------------- | -- | - | - | - | - | -- | -- | --- |
| 1.   | Montpellier    | 9  | 3 | 3 | 0 | 0 | 12 | 1  | +11 |
| 2.   | NSA Sofia      | 6  | 3 | 2 | 0 | 1 | 7  | 4  | +3  |
| 3.   | KÍ Klaksvík    | 3  | 3 | 1 | 0 | 2 | 5  | 6  | -1  |
| 4.   | ŽFK Tikvesanka | 0  | 3 | 0 | 0 | 3 | 3  | 16 | -13 |

| 30 luglio 2009 | Montpellier | 2 - 0 | KÍ Klaksvík    |  |
| 30 luglio 2009 | NSA Sofia   | 5 - 0 | ŽFK Tikvesanka |  |
| 1º agosto 2009 | Montpellier | 7 - 1 | ŽFK Tikvesanka |  |
| 1º agosto 2009 | KÍ Klaksvík | 1 - 2 | NSA Sofia      |  |
| 4 agosto 2009  | NSA Sofia   | 0 - 3 | Montpellier    |  |
| 4 agosto 2009  | KÍ Klaksvík | 4 - 2 | ŽFK Tikvesanka |  |

### Gruppo C
Gare disputate a Copenaghen su due campi del Brøndby (Danimarca).
| Pos. | Squadra             | Pt | G | V | N | P | GF | GS | DR  |
| ---- | ------------------- | -- | - | - | - | - | -- | -- | --- |
| 1.   | Brøndby             | 9  | 3 | 3 | 0 | 0 | 12 | 0  | +12 |
| 2.   | 1º Dezembro         | 6  | 3 | 2 | 0 | 1 | 13 | 1  | +12 |
| 3.   | Cardiff City Ladies | 3  | 3 | 1 | 0 | 2 | 10 | 9  | +1  |
| 4.   | Birkirkara          | 0  | 3 | 0 | 0 | 3 | 1  | 26 | -25 |

| 30 luglio 2009 | Brøndby             | 5 - 0  | Cardiff City Ladies |  |
| 30 luglio 2009 | 1º Dezembro         | 10 - 0 | Birkirkara          |  |
| 1º agosto 2009 | Brøndby             | 6 - 0  | Birkirkara          |  |
| 1º agosto 2009 | Cardiff City Ladies | 0 - 3  | 1º Dezembro         |  |
| 4 agosto 2009  | 1º Dezembro         | 0 - 1  | Brøndby             |  |
| 4 agosto 2009  | Birkirkara          | 1 - 10 | Cardiff City Ladies |  |

### Gruppo D
Gare disputate a Krško e a Ivančna Gorica (Slovenia).
| Pos. | Squadra           | Pt | G | V | N | P | GF | GS | DR  |
| ---- | ----------------- | -- | - | - | - | - | -- | -- | --- |
| 1.   | Torres            | 9  | 3 | 3 | 0 | 0 | 13 | 0  | +13 |
| 2.   | Slovan Duslo Šaľa | 4  | 3 | 1 | 1 | 1 | 4  | 4  | 0   |
| 3.   | Trabzonspor       | 3  | 3 | 1 | 0 | 2 | 3  | 11 | -8  |
| 4.   | Krka              | 1  | 3 | 0 | 1 | 2 | 2  | 7  | -5  |

| 30 luglio 2009 | Torres            | 1 - 0 | Slovan Duslo Šaľa |  |
| 30 luglio 2009 | ŽNK Krka          | 0 - 2 | Trabzonspor       |  |
| 1º agosto 2009 | Torres            | 9 - 0 | Trabzonspor       |  |
| 1º agosto 2009 | Slovan Duslo Šaľa | 2 - 2 | ŽNK Krka          |  |
| 4 agosto 2009  | ŽNK Krka          | 0 - 3 | Torres            |  |
| 4 agosto 2009  | Slovan Duslo Šaľa | 2 - 1 | Trabzonspor       |  |

### Gruppo E
Gare disputate a Linköping (Svezia).
| Pos. | Squadra    | Pt | G | V | N | P | GF | GS | DR  |
| ---- | ---------- | -- | - | - | - | - | -- | -- | --- |
| 1.   | Linköping  | 9  | 3 | 3 | 0 | 0 | 20 | 0  | +20 |
| 2.   | Clujana    | 6  | 3 | 2 | 0 | 1 | 10 | 6  | +4  |
| 3.   | Glentoran  | 3  | 3 | 1 | 0 | 2 | 2  | 4  | -2  |
| 4.   | Roma Calfa | 0  | 3 | 0 | 0 | 3 | 0  | 22 | -22 |

| 30 luglio 2009 | Clujana    | 1 - 0  | Glentoran  |  |
| 30 luglio 2009 | Linköping  | 11 - 0 | Roma Calfa |  |
| 1º agosto 2009 | Roma Calfa | 0 - 9  | Clujana    |  |
| 1º agosto 2009 | Linköping  | 3 - 0  | Glentoran  |  |
| 4 agosto 2009  | Clujana    | 0 - 6  | Linköping  |  |
| 4 agosto 2009  | Glentoran  | 2 - 0  | Roma Calfa |  |

### Gruppo F
Gare disputate a Limassol (Cipro).
| Pos. | Squadra         | Pt | G | V | N | P | GF | GS | DR  |
| ---- | --------------- | -- | - | - | - | - | -- | -- | --- |
| 1.   | Rossijanka      | 9  | 3 | 3 | 0 | 0 | 19 | 0  | +19 |
| 2.   | Apollōn Lemesou | 6  | 3 | 2 | 0 | 1 | 6  | 1  | +5  |
| 3.   | Maccabi Holon   | 3  | 3 | 1 | 0 | 2 | 2  | 11 | -9  |
| 4.   | St. Francis     | 0  | 3 | 0 | 0 | 3 | 0  | 15 | -15 |

| 30 luglio 2009 | Rossijanka    | 11 - 0 | St Francis       |  |
| 30 luglio 2009 | Maccabi Holon | 0 - 4  | Apollon Limassol |  |
| 1º agosto 2009 | Rossijanka    | 1 - 0  | Apollon Limassol |  |
| 1º agosto 2009 | St Francis    | 0 - 2  | Maccabi Holon    |  |
| 4 agosto 2009  | Maccabi Holon | 0 - 7  | Rossijanka       |  |
| 4 agosto 2009  | St Francis    | 0 - 2  | Apollon Limassol |  |

### Gruppo G
Gare disputate a Osijek (Croazia).
| Pos. | Squadra         | Pt | G | V | N | P | GF | GS | DR  |
| ---- | --------------- | -- | - | - | - | - | -- | -- | --- |
| 1.   | Everton         | 9  | 3 | 3 | 0 | 0 | 11 | 1  | +10 |
| 2.   | Team Strømmen   | 6  | 3 | 2 | 0 | 1 | 14 | 1  | +13 |
| 3.   | Levadia Tallinn | 3  | 3 | 1 | 0 | 2 | 4  | 13 | -9  |
| 4.   | Osijek          | 0  | 3 | 0 | 0 | 3 | 2  | 16 | -14 |

| 30 luglio 2009 | Everton       | 3 - 1 | Osijek          |  |
| 30 luglio 2009 | Team Strømmen | 5 - 0 | Levadia Tallinn |  |
| 1º agosto 2009 | Everton       | 7 - 0 | Levadia Tallinn |  |
| 1º agosto 2009 | Osijek        | 0 - 9 | Team Strømmen   |  |
| 4 agosto 2009  | Team Strømmen | 0 - 1 | Everton         |  |
| 4 agosto 2009  | Osijek        | 1 - 4 | Levadia Tallinn |  |

## Fase ad eliminazione diretta

### Sedicesimi di finale
L'andata è stata giocata il 30 settembre 2009, il ritorno il 7 ottobre 2009.
| Squadra 1            | Totale | Squadra 2         | Andata | Ritorno |
| -------------------- | ------ | ----------------- | ------ | ------- |
| Standard Liegi       | 1 - 3  | Montpellier       | 0 - 0  | 1 - 3   |
| Unia Racibórz        | 2 - 3  | Neulengbach       | 1 - 3  | 1 - 0   |
| Torres               | 6 - 2  | Valur             | 4 - 1  | 2 - 1   |
| Žytlobud-1 Charkiv   | 0 - 11 | Umeå IK           | 0 - 5  | 0 - 6   |
| AZ Alkmaar           | 2 - 3  | Brøndby           | 1 - 2  | 1 - 1   |
| Alma-KTZh            | 1 - 2  | Sparta Praga      | 1 - 0  | 0 - 2   |
| Mašinac              | 0 - 6  | Olympique Lione   | 0 - 1  | 0 - 5   |
| Universitet Vitebsk  | 4 - 11 | 2001 Duisburg     | 1 - 5  | 3 - 6   |
| Rayo Vallecano       | 2 - 5  | Rossijanka        | 1 - 3  | 1 - 2   |
| Viktória Szombathely | 2 - 9  | Bayern Monaco     | 0 - 5  | 2 - 4   |
| SFK 2000             | 0 - 8  | Zvezda 2005 Perm' | 0 - 3  | 0 - 5   |
| Honka                | 1 - 16 | Turbine Potsdam   | 1 - 8  | 0 - 8   |
| PAOK Salonicco       | 0 - 18 | Arsenal           | 0 - 9  | 0 - 9   |
| Røa                  | 3 - 2  | Everton           | 3 - 0  | 0 - 2   |
| Zurigo               | 0 - 5  | Linköping         | 0 - 2  | 0 - 3   |
| Fortuna Hjørring     | 5 - 2  | Bardolino Verona  | 4 - 0  | 1 - 2   |

### Ottavi di finale
L'andata è stata giocata il 4 e il 5 novembre 2009, il ritorno l'11 e il 12 novembre 2009.
| Squadra 1        | Totale         | Squadra 2         | Andata | Ritorno        |
| ---------------- | -------------- | ----------------- | ------ | -------------- |
| 2001 Duisburg    | 3 - 1          | Linköping         | 1 - 1  | 2 - 0          |
| Rossijanka       | 1 - 2          | Umeå IK           | 1 - 3  | 1 - 2          |
| Montpellier      | 1 - 0          | Bayern Monaco     | 0 - 0  | 1 - 0 (d.t.s.) |
| Turbine Potsdam  | 5 - 0          | Brøndby           | 1 - 0  | 4 - 0          |
| Neulengbach      | 2 - 8          | Torres            | 1 - 4  | 1 - 4          |
| Sparta Praga     | 0 - 5          | Arsenal           | 0 - 3  | 0 - 2          |
| Røa              | 1 - 1 (g.f.c.) | Zvezda 2005 Perm' | 0 - 0  | 1 - 1          |
| Fortuna Hjørring | 0 - 6          | Olympique Lione   | 0 - 1  | 0 - 5          |

### Quarti di finale
L'andata è stata giocata il 10 marzo 2010, il ritorno il 14 e il 17 marzo 2010.
| Squadra 1       | Totale         | Squadra 2   | Andata | Ritorno |
| --------------- | -------------- | ----------- | ------ | ------- |
| 2001 Duisburg   | 4 - 1          | Arsenal     | 2 - 1  | 2 - 0   |
| Umeå IK         | 2 - 2 (g.f.c.) | Montpellier | 0 - 0  | 2 - 2   |
| Olympique Lione | 3 - 1          | Torres      | 3 - 0  | 0 - 1   |
| Turbine Potsdam | 10 - 0         | Røa         | 5 - 0  | 5 - 0   |

### Semifinali
| Squadra 1       | Totale             | Squadra 2       | Andata | Ritorno        |
| --------------- | ------------------ | --------------- | ------ | -------------- |
| Olympique Lione | 3 - 2              | Umeå IK         | 3 - 2  | 0 - 0          |
| 2001 Duisburg   | 1 - 1 (1-4 d.t.r.) | Turbine Potsdam | 1 - 0  | 0 - 1 (d.t.s.) |

#### Andata
| Arbitro: | Christine Beck |

|                         |           |                     |
| Nécib 3’, 42’ Kátia 83’ | Marcatori | 19’, 71’ Pettersson |

| Arbitro: | Dagmar Damková |

|          |           |  |
| Maes 28’ | Marcatori |  |

#### Ritorno
| Umeå 28 aprile 2010, ore 20:00 CEST | Umeå IK            | 0 – 0 referto | Olympique Lione | Gammliavallen (1 526 spett.)\| Arbitro: \| Cristina Dorcioman \| |
| Arbitro:                            | Cristina Dorcioman |               |                 |                                                                  |

| Arbitro: | Gyöngyi Gaál |

|                             |                      |                                   |
| Kemme 62’                   | Marcatori            |                                   |
| Zietz Mittag Peter Bajramaj | Tiri di rigore 3 – 1 | Grings Bresonik Wermelt Ioannidou |

### Finale
| Arbitro: | Kirsi Heikkinen |

| |                      | |
| Franco Dickenmann Kaci Henry Herlovsen Renard Simone Bouhaddi Thomis | Tiri di rigore 6 – 7 | Zietz Peter Odebrecht Mittag Kerschowski Nagasato Bajramaj Sarholz Schmidt |
| · Sarah Bouhaddi · Amelie Rybeck · Wendie Renard · Laura Georges · Corine Franco · 70’ Ingvild Stensland · 89’ Louisa Nécib · 105’ Shirley Cruz · Lara Dickenmann · Amandine Henry · Élodie Thomis | Formazioni           | · Anna Felicitas Sarholz · Babett Peter · Josephine Henning · Bianca Schmidt · Tabea Kemme 106’ · Nadine Keßler 66’ · Jennifer Zietz · Viola Odebrecht · Anja Mittag · Fatmire Bajramaj · Jessica Wich 66’ |
| · 76’ Aurélie Kaci · 89’ Isabell Herlovsen · 105’ Simone Gomes Jatobá | Sostituzioni         | · Isabel Kerschowski 66’ · Yūki Nagasato 66’ · Corina Schröder 106’ |
| Farid Benstiti | Allenatori           | Bernd Schröder |

## Statistiche

### Classifica marcatrici
Fonte: Sito UEFA.
| Gol |  |  | Giocatore      | Squadra           |
| --- |  |  | -------------- | ----------------- |
| 11  |  |  | Vanessa Bürki  | Bayern Monaco     |
| 10  |  |  | Ida Brännström | Linköping         |
| 9   |  |  | Inka Grings    | FCR 2001 Duisburg |
| 9   |  |  | Kim Little     | Arsenal           |
| 9   |  |  | Anja Mittag    | Turbine Potsdam   |